# Bluemarine
Blumarine — одна из торговых марок итальянской группы Blufin, это одно из самых престижных имен в итальянской моде.

## История
Бренд Blumarine был основан супругами Анной Молинари и Джанпаоло Тарабини в 1977 году в городе Карпи, провинция Модена. Название происходит от любимого цвета пары, а также их любви к морю. В 1980 году бренд впервые появился на подиумах Милана. В 1988 году была основана группа Blufin. Первый бутик Blumarine был открыт на улице Виа делла Спига, Милан, в 1990 году, и в настоящее время бренд продается в более чем 400 бутиках, из которых 46 — это монобрендовые магазины. 
Высокая оценка со стороны потребителей бренда, способствовали постоянному и прогрессивному расширению ассортимента продукции, посредством лицензионных соглашений, которые, на сегодняшний день, дополняют широкий спектр стилей одежды, аксессуаров, предметов мебели и косметики. 

С июля 2024 года Давид Кома — новый креативный директор Blumarine. 

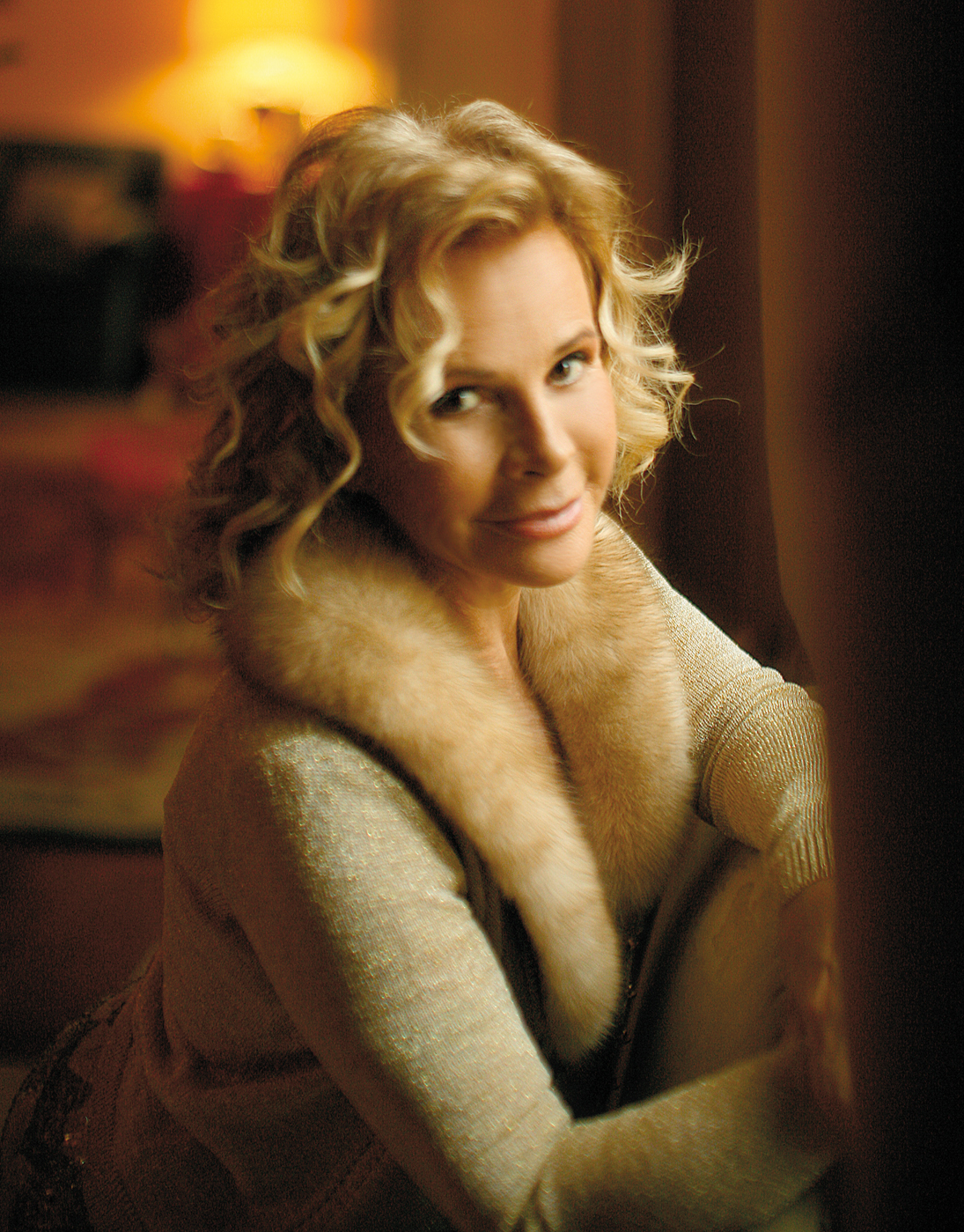
Анна Молинари

## Торговые марки
В 1995 году к Blumarine присоединился бренд Anna Molinari, линия, разработанная ее дочерью, Росселлой Тарабини, и линия Blugirl, прет-а-порте для молодых. Бренд Blugirl в настоящее время распространяется более чем в 300 бутиках.

### Blugirl
Линия Blugirl присоединяется к первой линии Blumarine в 1995 году, как молодое предложение, способное выразить ту же идею первой линии, в игривом, остроумном и ироничном ключе. От руководителей до молодых и очень молодых, с самых первых коллекций, линия Blugirl ориентирована на молодых женщин, которые уже выросли, являются искушенными, и которые не хотят отказываться от иронии и гламура.

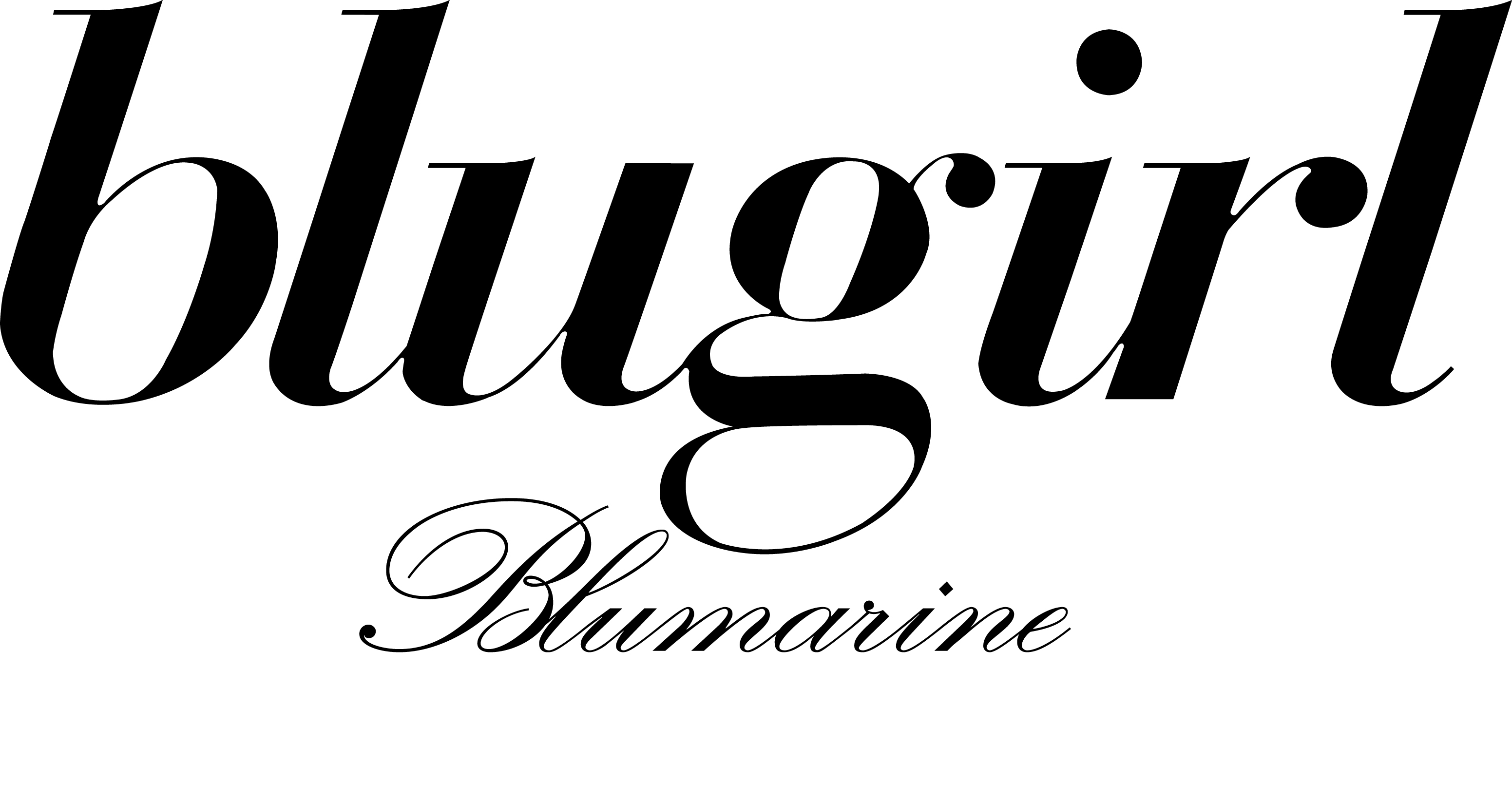

### Anna Molinari

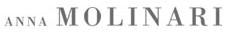

Бренд Anna Molinari — это бренд Blufin, специализирующийся в области одежды класса люкс, разработанный с 1995 по 2004 год дочерью основателя, Росселлы Тарабини.

## Семья
Креативный директор брендов Blumarine и Blugirl — Анна Молинари по прозвищу "королева роз" за любовь к этим цветам.
Росселла Тарабини, дочь Анны Молинари, является стилистом Blufin, а Джангуидо Тарабини, её брат, присоединился к компании в 1992 году, став директором по лицензиям в 2004 году и управляющим директором с 2006 года, после смерти его отца.